# Seravezza
Seravezza ist eine italienische Gemeinde in der Provinz Lucca in der Toskana mit 12.435 Einwohnern (Stand 31. Dezember 2023).

## Geographie
Seravezza liegt im Hinterland der Versilia an den Hängen der Apuanischen Alpen, deren höchster Gipfel im Gemeindegebiet der Altissimo mit 1589 m ist. Auf dem Altissimo liegt der höchstgelegene Steinbruch für Carrara-Marmor. Der Fluss Versilia entsteht in Seravezza aus dem Zusammenfluss der Flüsse Serra und Vezza.
Der Ursprung des Namens "Seravezza" ist nicht, wie viele vielleicht denken, nach den beiden Flüssen benannt, die durch die Stadt fließen. Das genaue Gegenteil ist der Fall: Es ist die Stadt, die den Namen den beiden Flüssen gibt. Der Name Seravezza stammt vom langobardischen "Sala Vetitia" ab, das ein Zentrum des Handels bedeutet. Die Flüsse wurden früher auch Rio Magno (Serra) und Fiume Ruosina (Vezza) genannt.
Der namensgebende Ortsteil Seravezza (ca. 1100 Einwohner) beherbergt zwar die Verwaltung der Gemeinde, das wichtigere Zentrum ist aber Querceta (ca. 5800 Einwohner). Zu den weiteren Ortsteilen (Fraktionen) gehören Azzano (ca. 330 Einwohner), Basati (ca. 160 Einwohner), Cerreta Sant’Antonio (ca. 80 Einwohner), Fabbiano (ca. 95 Einwohner), Giustagnana (ca. 140 Einwohner), Minazzana (ca. 120 Einwohner), Pozzi (ca. 2825 Einwohner), Riomagno (ca. 225 Einwohner), Ripa (ca. 1625 Einwohner) und Ruosina (ca. 85 Einwohner).
Die angrenzenden Gemeinden sind Forte dei Marmi, Massa (MS), Montignoso (MS), Pietrasanta und Stazzema.

## Sehenswürdigkeiten
Die Villa Medici von Seravezza wurde im 16. Jahrhundert von Cosimo I. de’ Medici erbaut und war die Sommerresidenz der Familie Medici. Heute beherbergt sie ein Museum für traditionelle Handwerksberufe der Versilia und hat Räume für wechselnde Ausstellungen moderner und zeitgenössischer Kunst.

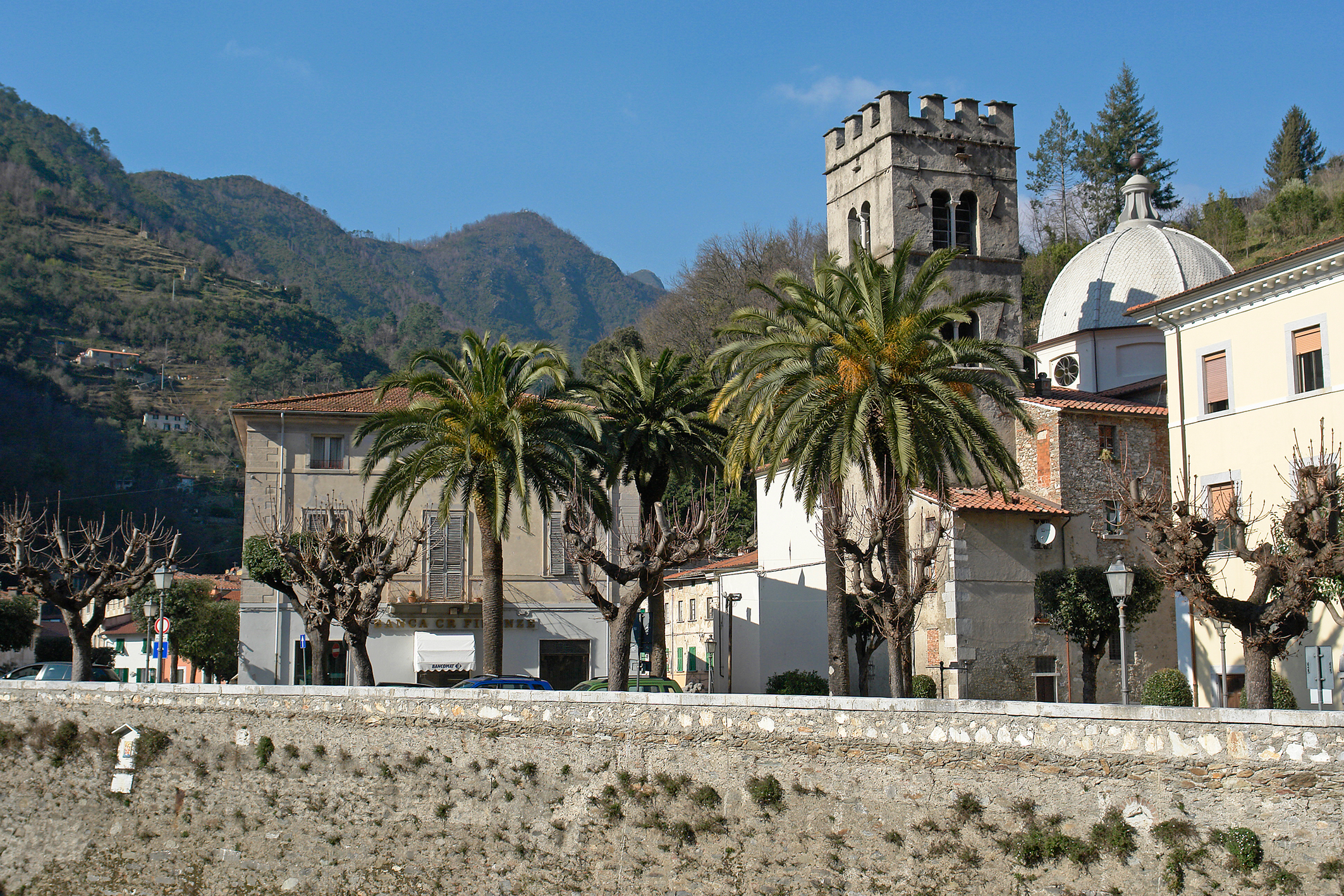
Seravezza, Kirche des hl. Lorenzo und der hl. Barbara
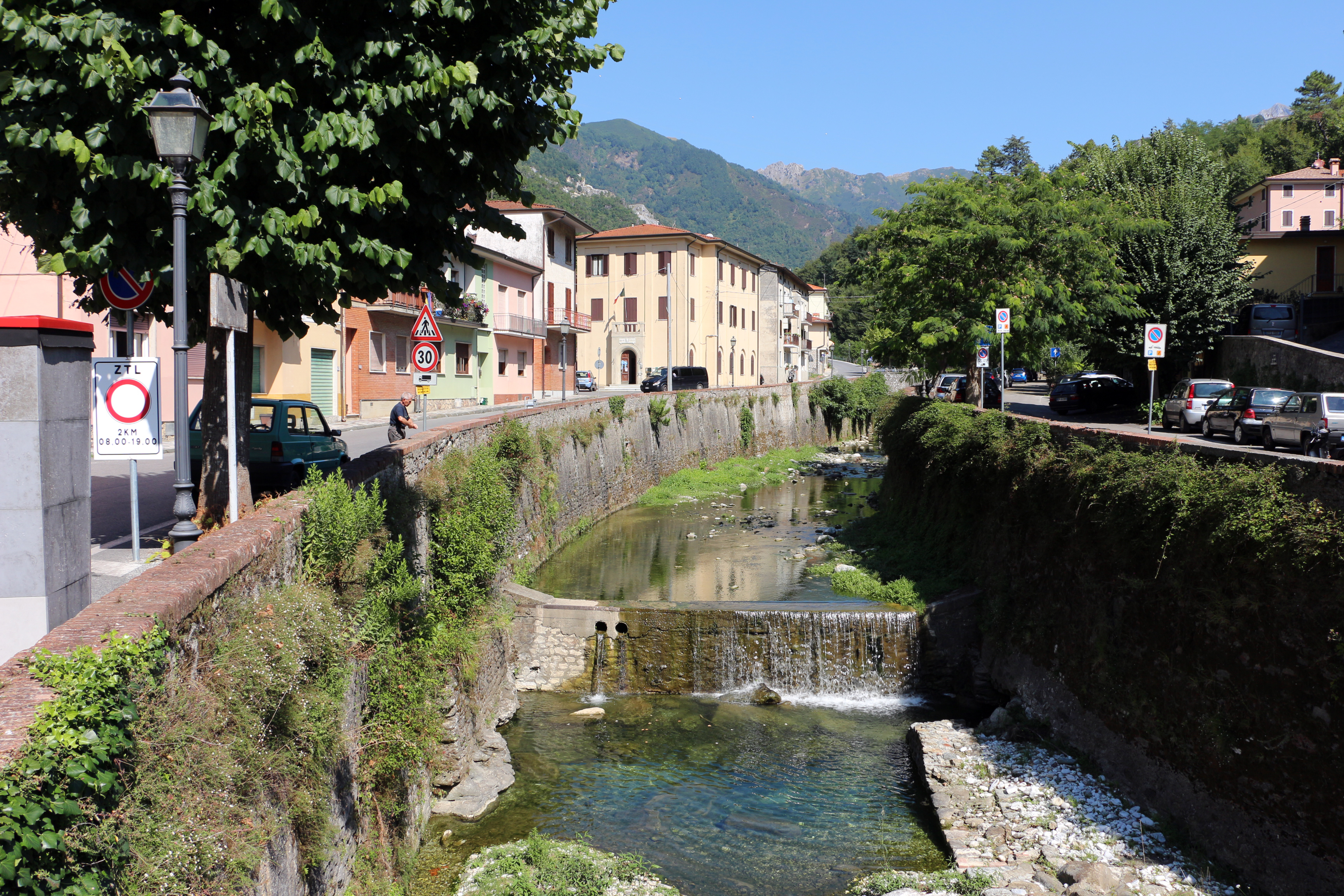
Seravezza am Fluss Vezza
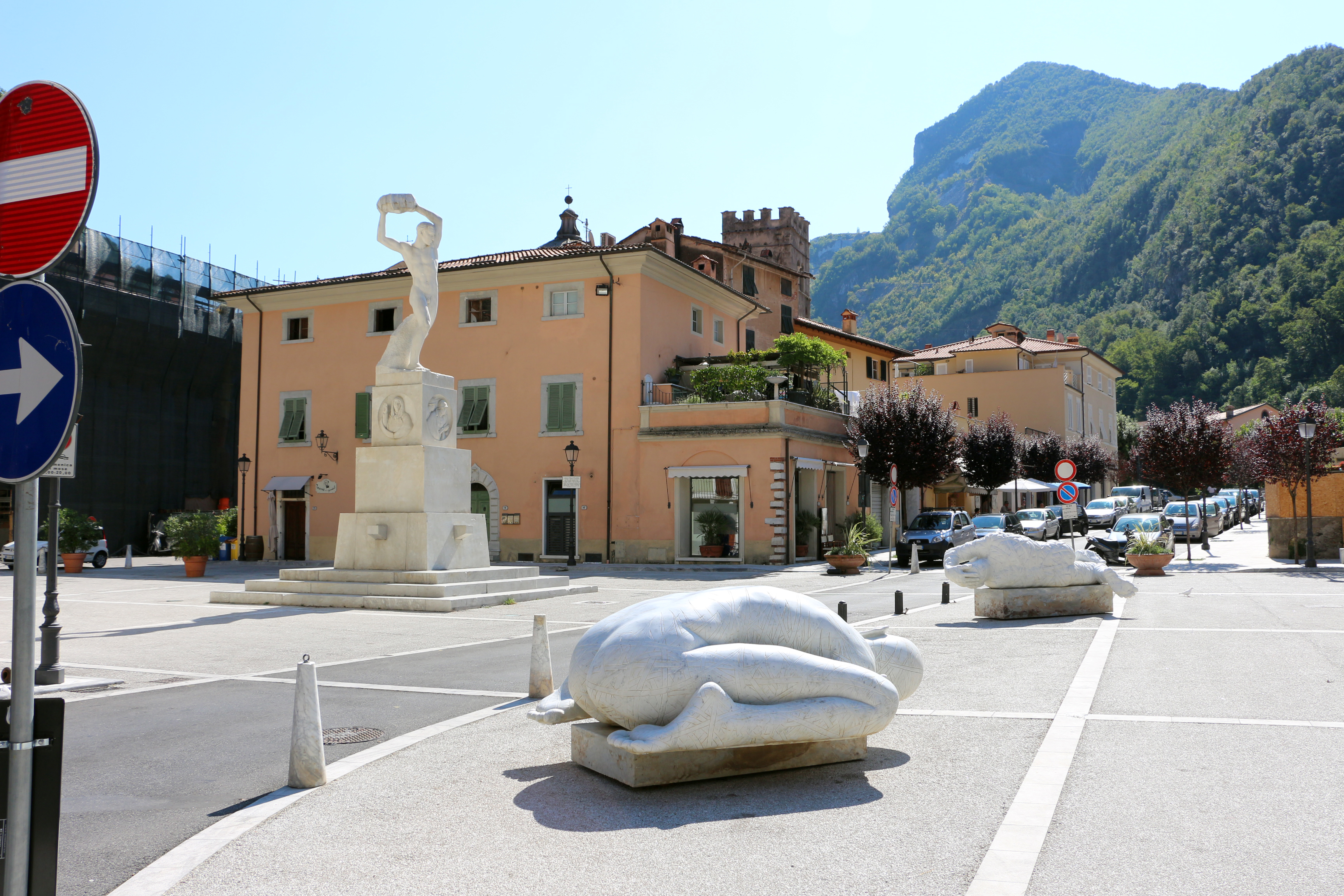
Piazza Giosuè Carducci mit Kriegerdenkmal
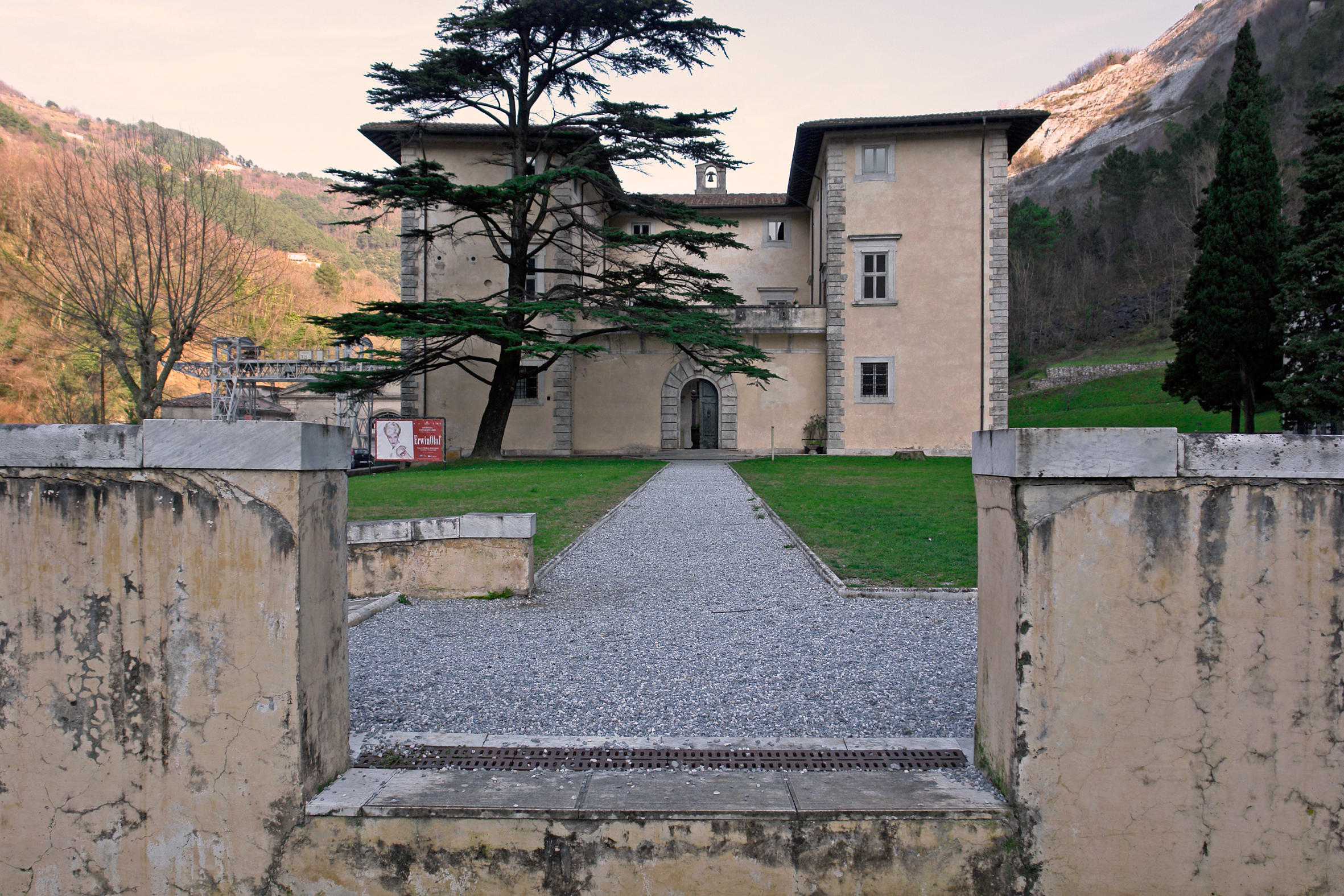
Medici-Palast und Heimatkundemuseum
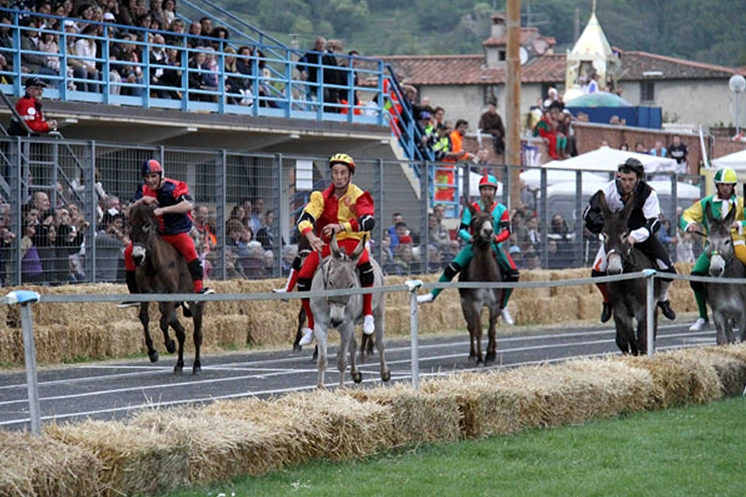
Esel-Palio Palio dei Micci

## Städtepartnerschaft
Seravezza unterhält eine Partnerschaft mit Calatorao in Spanien.

## Söhne und Töchter der Gemeinde
- Michael Angelus Jacobi (1812–1891), römisch-katholischer Geistlicher und Kapuziner
- Enrico Pea (1881–1958), Schriftsteller
- Armando Angelini (1891–1968), Politiker
- Renato Salvatori (1933–1988), Filmschauspieler
- Renzo Maggi (* 1944), Bildhauer tätig in Zürich 1963–1990[3][4]